# 新海岳人
新海 岳人（しんかい たけと、1982年7月9日 - ）は、日本のアニメーション作家・監督。Pie in the sky所属。

## 来歴・人物
愛知県半田市出身。東京都在住。愛知県立芸術大学卒業。2005年に広告クリエイターとしてパナソニックに入社。2011年よりフリーランスに。2013年には自身の会社「Pie in the sky」を立ち上げる。
アニメとしての動きは最小限に抑え、会話中心でストーリーが展開する「会話劇アニメーション」シリーズなど、シナリオライティングをベースにおいた映像制作活動を行う。第8回文化庁メディア芸術祭 アニメーション部門 奨励賞をはじめ受賞多数。「映像作家100人」にも選出されている。ブログ「うそ日記」はアメーバブックスより書籍化。作品に「あはれ!名作くん」「ちびゴジラの逆襲」「Bラッパーズ ストリート」「ぐらP&ろで夫」「かよえ!チュー学」など。
出世作「かよえ!チュー学」（通称かよチュー）は、DVD全14巻を数えるヒットコンテンツ。新海自身もファンであるももいろクローバーZをはじめ、ヒャダイン、石原さとみ、BEAMS、名古屋グランパス等とのコラボも実現している。
NHK Eテレ「ビットワールド」内で６年間放送された代表作「あはれ!名作くん」はYouTube総再生回数５億回以上を記録している。

## 作品
「会話劇アニメーション」と称した、動きの少ないショートアニメを得意とする。

### 映像
- あはれ!名作くん
- ちびゴジラの逆襲
- かよえ!チュー学
- Bラッパーズ ストリート
- ぐらP&ろで夫
- アニメ会社で話すことかよ
- プッとべ!プーデル
- ステイタス
- 山と人
- バイトdeアニメ 自由人
- ラブリー
- 夢
- 氷結おとな名作劇場 ヒョー劇!
- カセイフがイタ。
- ポンコツクエスト〜魔王と派遣の魔物たち〜（企画）
- せいぜいがんばれ!魔法少女くるみ（クリエイティブスーパーバイザー）
- ブンボーグ009（脚本）
- MUTEKING THE Dancing HERO（脚本）
- ちこまる（制作監修）